# Joseph Morpain
Joseph Morpain, né le 11 octobre 1873 à Ladaux et mort le 12 février 1961 à Neuilly-sur-Seine, est un pianiste, compositeur et professeur de musique français, qui a eu notamment pour élèves Clara Haskil et Monique Haas.

## Biographie
Denis Joseph Morpain est né en 1873 à Ladaux.
Il a étudié la musique au Conservatoire de Paris dans la classe d'Émile Decombes, un élève de Frédéric Chopin. Il a été aussi un élève de Gabriel Fauré. Parmi ses camarades de classe se trouvait notamment Reynaldo Hahn.
Il a eu comme élèves au Conservatoire de Paris ainsi qu'à l'École normale de musique de Paris en particulier Clara Haskil et Monique Haas, mais aussi Lucien Wang, Madeleine de Valmalète, Raymond Trouard, Carmen-Marie-Lucie Guilbert, Pierre Maillard-Verger et Ramon Coll.
Il a été le directeur de l'École normale de musique de Paris à partir de 1944. Il a publié notamment Comment il faut jouer du piano et 50 Chansons des Charentes et du Poitou (1924). Reynaldo Hahn lui a dédicacé les deux premières de ses Premières Valses en 1898.

## Publications
- Annie, poésie de Leconte de Lisle, musique de Joseph Morpain, Paris, au Ménestrel, 1902.
- La Chanson du rouet, poésie de Leconte de Lisle, musique de Joseph Morpain, Paris, au Ménestrel , 1902.
- Trois préludes et fugues caractéristiques pour piano, 3 fascicules, Paris, Heugel, 1902.
- Rondel, poésie de Charles d'Orléans, musique de Joseph Morpain, Paris, au Ménestrel, 1902.
- Morceaux de lecture à vue donnés aux concours du Conservatoire, année 1908, classes préparatoires, 2 pages, Paris, Monde Musical, 1908.
- Comment il faut jouer du piano, principes de l'éducation pianistique, par Joseph Morpain, professeur au conservatoire national de musique, 100 pages, Paris, Heugel, 1922.
- 50 chansons populaires des Charentes et du Poitou, 2 volumes contenant chacun 25 chansons, 1er volume, 2e volume, avec accompagnement de piano, Paris, Heugel, 1924.
- 50 chansons populaires des Charentes et du Poitou, 2 volumes contenant chacun 25 chansons, 1er volume, 2e volume, sans accompagnement, Paris, Heugel, 1924.
- Enseignement du piano, les gammes, doigté raisonné des gammes simples et des gammes en tierces majeures, mineures, diatoniques et chromatiques, Paris, H. Lemoine, 1936.
- Soixante Leçons d'harmonie, par Colette Boyer, 2 volumes, Paris, Alphonse Leduc, 1945.
- Pour endormir les poupées d'Annie, 3 pages, date de composition : 1948, Nice, G. Delrieu, 1962.